# Petőfiszállás
Petőfiszállás – wieś i gmina w środkowej części Węgier, w pobliżu miasta Kiskunfélegyháza.
Miejscowość leży na obszarze Wielkiej Niziny Węgierskiej, w komitacie Bács-Kiskun, w powiecie Kiskunfélegyháza. Gmina Petőfiszállás liczy 1495 mieszkańców (2009) i zajmuje obszar 67,79 km².